# Dasia semicincta
Dasia semicincta (дасія Петерса) — вид сцинкоподібних ящірок родини сцинкових (Scincidae). Мешкає на Філіппінах і  Малайзії.

## Поширення і екологія
Дасії Петерса мешкають на Мінданао та на деяких інших островах на півдні Філіппін, а також спостерігалися в малазійському штаті Саравак на Калімантані. Вони живуть в тропічних лісах. Ведуть деревний спосіб життя.